# Естервуд (Луїзіана)
Естервуд (англ. Estherwood) — селище (англ. village) в США, в окрузі Акадія штату Луїзіана. Населення — 694 особи (2020).

## Географія
Естервуд розташований за координатами 30°10′54″ пн. ш. 92°27′48″ зх. д. / 30.18167° пн. ш. 92.46333° зх. д. (30.181614, -92.463315).  За даними Бюро перепису населення США в 2010 році селище мало площу 4,83 км², уся площа — суходіл.

## Демографія
Згідно з переписом 2010 року, у селищі мешкало 889 осіб у 313 домогосподарствах у складі 232 родин. Густота населення становила 184 особи/км².  Було 345 помешкань (71/км²).
Расовий склад населення:
| - 94,0 % — білих - 3,4 % — чорних або афроамериканців - 0,1 % — корінних американців - 1,0 % — осіб інших рас |

До двох чи більше рас належало 1,5 %. Частка іспаномовних становила 2,7 % від усіх жителів.
За віковим діапазоном населення розподілялося таким чином: 26,7 % — особи молодші 18 років, 62,1 % — особи у віці 18—64 років, 11,2 % — особи у віці 65 років та старші. Медіана віку мешканця становила 33,3 року. На 100 осіб жіночої статі у селищі припадало 103,0 чоловіків;  на 100 жінок у віці від 18 років та старших — 104,4 чоловіків також старших 18 років.
Середній дохід на одне домашнє господарство  становив 63 918 доларів США (медіана — 45 521), а середній дохід на одну сім'ю — 75 136 доларів (медіана — 48 529). За межею бідності перебувало 15,4 % осіб, у тому числі 19,5 % дітей у віці до 18 років та 24,1 % осіб у віці 65 років та старших.
Цивільне працевлаштоване населення становило 402 особи. Основні галузі зайнятості: освіта, охорона здоров'я та соціальна допомога — 20,6 %, сільське господарство, лісництво, риболовля — 13,2 %, виробництво — 12,4 %.